# The Silver Linings Playbook
The Silver Linings Playbook es la primera novela del escritor estadounidense Matthew Quick, publicada en 2008. 

## Resumen del argumento
El libro es narrado en primera persona por Pat Peoples, un exprofesor de historia quien se muda de nuevo a la casa de su padres en Collingswood (Nueva Jersey) después de pasar un tiempo en hospital psiquiátrico de Baltimore. Pat cree que estuvo ahí unos cuantos meses pero poco a poco se empieza a dar cuenta de que en realidad estuvo ahí por varios años con un trastorno depresivo y lucha por reconstruir sus memorias perdidas y descubrir lo que pasó con su esposa Nikki. Él tiene una teoría de que la vida es un filme creado por Dios y que el «final feliz» será cuando se acabe el periodo de separación con Nikki, por lo que se mete de lleno en un plan de automejoramiento para acelerar este final feliz, como parte del cual realiza intensas sesiones de ejercicio para mejorar su apariencia física y lee clásicos de la literatura estadounidense (incluyendo Adiós a las armas y La campana de cristal), ya que Nikki era profesora de inglés.
Pat es invitado a cenar a casa de su amigo Ronnie y su esposa Veronica, en donde le presentan a Tiffany, la hermana de Veronica que se acaba de mudar con sus padres también ya que perdió su empleo poco después de la muerte de su esposo. La cena es incómoda, principalmente debido a la actitud de Tiffany, quien exige que Pat la acompañe hasta la casa de sus padres, en donde le propone que tengan sexo. Pat, a pesar de su desconcierto, rehúsa la oferta y Tiffany rompe en llanto y después corre hasta su casa.
Un día, mientras corre por el vecindario, Pat se da cuenta de que Tiffany lo está siguiendo y cuando la confronta, ella le dice que puede ser la mensajera entre él y Nikki siempre y cuando él acepte ser su pareja para la competición de baile Dance Away Depression, la cual desea ganar. Pat acepta y ensayan juntos durante un mes. En el concurso, con la presencia de la familia de Pat y de Tiffany, ambos hacen una gran presentación y Pat se da cuenta de que en realidad no hay una premiación. Tiffany cumple su parte del trato y Pat empieza a corresponder con Nikki a través de ella.
Pat le cuenta cómo ha cambiado y que lo único que le falta para lograr su final feliz es reencontrase con ella, pero Nikki le dice que para ella las cosas también han cambiado, que se ha casado y es feliz y que lo mejor para los dos es no volverse a ver nunca más. En una última carta, Pat le pide que se reúnan el día de Navidad en el lugar en el que se comprometieron. Sin embargo, al llegar ahí se encuentra con Tiffany, quien le confiesa que ella ha falsificado las cartas de Nikki porque quería ayudarlo a cerrar ese capítulo de su vida y porque está enamorada de él. Pat, enojado, sale corriendo y llega un barrio que no conoce en donde lo golpean y le roban. Allí es encontrado por Danny, un amigo del hospital de Baltimore, quien lo lleva a una clínica para que le den tratamiento y lo ayuda a reunirse con su familia.
De vuelta en su casa ve el video de su boda con Nikki y recupera el recuerdo del incidente por el cual fue a dar al hospital psiquiátrico: un día, después del trabajo, llegó a casa y descubrió a su esposa con un hombre en la ducha, al cual golpea brutalmente. Al recordar esto, Pat acepta que nunca volverá con Nikki.
Varias semanas después, Pat se recupera de sus lesiones y recibe una carta de Tiffany pidiéndole que se reúnan. Cuando se ven, él le explica que le pidió a su hermano Jake que lo llevara a ver a Nikki y vio, sin acercársela, que ella tiene una nueva familia y que es feliz, por lo que ha decidido aceptar eso como el final de la película de su vida. Tiffany le da a Pat un regalo de cumpleaños atrasado: una tabla para observadores de nubes. Ambos se acuesta en un campo de fútbol congelado a observar nubes, Tiffany abraza a Pat y le dice que lo necesita. Pat la besa en la frente y le dice: «Creo que yo también te necesito a ti».

## Adaptación cinematográfica
La novela fue adaptada al cine bajo el nombre Silver Linings Playbook, la cual fue dirigida por David O. Russell y protagonizada por Bradley Cooper y Jennifer Lawrence. El filme fue estrenado en el Festival Internacional de Cine de Toronto de 2012, en donde ganó el Premio del Público, y posteriormente estuvo nominado a 8 Premios Óscar.